# Vasili Kalínnikov
Vasíli Sergéyevich Kalínnikov (en ruso: Василий Сергеевич Калинников; Mtsensk, 1 de enerojul./ 13 de enero de 1866greg.-Yalta, 29 de diciembre de 1900jul./ 11 de enero de 1901greg.) fue un compositor ruso de sinfonías, además de otras obras para orquesta y numerosas canciones, todas ellas influidas con características de la música folklórica rusa. Sus dos sinfonías, particularmente la primera, fueron interpretadas con frecuencia a comienzos de siglo XX.

## Biografía
Kalínnikov fue hijo de un gendarme. Estudió en el seminario de Oriol, y se convirtió en el director del coro con apenas catorce años. Más tarde, ingresó al Conservatorio de Moscú, pero no consiguió soportar los estrictos horarios de clase. Con una beca logró estudiar en la Escuela de la Sociedad Filarmónica de Moscú, donde recibió lecciones de fagot y composición por parte de Aleksander Ilinski. Ejecutó el fagot, el timbal y el violín en orquestas de teatro y complementó sus ingresos trabajando como copista de música. Su hermano menor Viktor Kalínnikov (1870-1927) fue también compositor, principalmente de música coral.
En 1892, fue recomendado por Chaikovski para ser el director del Teatro Mali y, más tarde, ese mismo año, dirigió el Teatro Italiano de Moscú. Sin embargo, debido al empeoramiento de su tuberculosis, Kalínnikov tuvo que dimitir de sus compromisos y trasladarse al sur, al cálido clima de Yalta, en Crimea. Vivió allí el resto de su vida y fue en ese lugar donde escribió la principal parte de su obra, incluyendo sus dos sinfonías y la música incidental para el Zar Boris de Alekséi Tolstói. Exhausto, murió de tuberculosis el 11 de enero de 1901, a solo dos días de cumplir sus 35 años.
Gracias a la ayuda de Sergéi Rajmáninov, el editor de Chaikovski, Piotr Jurgensen, compró tres canciones de Kalínnikov por 120 rublos, y más tarde la Sinfonía n.º 2 en la mayor. La Sinfonía n.º 1 en sol menor, que utilizó algunos principios cíclicos, fue interpretada en Berlín, Viena y Moscú en vida del compositor, pero no fue publicada hasta después de su fallecimiento, al punto que Jurgensen incrementó los honorarios que había de pagarle a Kalínnikov y se los entregó a la viuda.

## Legado
Kalínnikov es principalmente conocido por su Sinfonía n.º 1, escrita entre 1894-95, cuyos temas son representativos de la música popular nacional. En Rusia su Primera Sinfonía permanece en el repertorio y su lugar en la historia de la música es patente. El 7 de noviembre de 1943, Arturo Toscanini dirigió la Orquesta Sinfónica de la NBC en una rara ejecución de la Sinfonía No.1. Aunque tal interpretación fue grabada, no se comercializó hasta época muy reciente.
Actualmente se debate sí Aleksandr Aleksándrov se basó en la obertura Bylina de Kalínnikov para componer el que más tarde se convertiría en el Himno de la Unión Soviética, y luego de la Federación Rusa.[cita requerida]

## Obras

### Opera
- En 1812 (В 1812 году) (1899-1900), incompleta

### Orquesta
- Fuga en re menor (1889)
- Ninfas (Нимфы/ Nimfi), Cuadro Sinfónico basado en una obra Ivan Turgeniev (1889)
- Serenata para cuerdas (1891)
- Suite (1891-1892)
- Bylina (Былина), Obertura (1892)
- Obertura en re menor (1894)
- Sinfonía n.º 1 en sol menor (1894-1895)
- Sinfonía n.º 2 en la mayor (1895-1897)
- Intermezzo n.º 1 en fa sostenido menor (1896)
- Intermezzo n.º 2 en sol mayor (1897)
- El cedro y la palma (Кедр и пальма/Kedr i palma), Cuadro Sinfónico basado en una obra de Heinrich Heine (1897-1898)
- Zar Boris (Царь Борис), Música incidental basada en la obra homónima de Alekséi Tolstói (1899)

### Piano
- Moderato en mi bemol menor
- Polonesa en si bemol mayor (sobre un tema de la Sinfonía n.º 1) para piano a cuatro manos.
- Scherzo en fa mayor (1888-1889)
- Chanson triste (Грустная песенка/Grustnaya pesenka) en sol menor (1892-1893)
- Nocturno en fa sostenido menor (1892-1893)
- Elegía en si bemol menor (1894)
- Minueto en mi mayor (1894)
- Intermezzo Ruso en fa menor (1894)
- Vals en la mayor (1894)

### Vocal
- Ven a mí (Приди ко мне/Pridi ko mnie) for Soprano, Alto, Baritone and Piano
- Soy tuyo, querida mia para Voz y Piano
- Me gustaría hacer mis canciones en flores maravillosas (Я желал бы своей песней/ Ya zhielal by svoyei piesnyei) para Voz y Piano
- Sobre el viejo montículo (На старом кургане/Na starom kurganie) para Voz y Piano (1887)
- Sobre su  pequeño hombro (На чудное плечико милой / Na chudnoye plechiko miloi) para Voz y Piano (1887)
- Cuando la vida está cargada de sufrimiento (Когда жизнь гнетут страданья и муки/Kogda zhizn gnietut stradania i muki) para Voz y Piano (1887)
- 16 Notas musicales (16 Музыкальных писем/ 16 Muzykalnyj pisem) ´para Voz y Piano (1892-1899)
- Estrellas brillantes (Звёзды ясные/Zviozdy yasnye) para Voz y Piano (1894)
- Las delicadas estrellas brillaron sobre nosotros (Нам звёзды кроткие мерцали/Nam zviozdy krotkie mertsali) para Voz y Piano (1894)
- Había un viejo rey (Был старый король/Byl stary korol) para Voz y Piano (1894)
- Un regalo para el 1 de enero de 1900 para Voz y Piano (1899)
- Campanas (Колокола/Kolokola) para Voz y Piano (1900)
- Oración (Молитва/Molitva) para Voz y Piano (1900)
- No preguntes por qué sonrío pensativo (Не спрашивай, зачем/Nie sprashilai, zachem ) para Voz y Piano (1901)

### Coral
- El triunfo de Lilliput para Coro y Piano
- Himno de querubines n.º 1 (Херувимская песнь n.º 1/Cherubimskaya pelsn No.1 ) para Coro (1885)
- Himno de querubines n.º 2 (Херувимская песнь n.º 2/Cherubimskaya pelsn No.2) para Coro (1886)
- La eminente montaña (Горные вершины/Gornye vershiny) para Coro (1887)
- Christe Eleison para Coro (1889)
- Señor, nuestro señor para Coro (1889)
- Ioann Damaskin (Иоанн Дамаскин), Cantata para Solista, Coro y Orquesta (1890)
- Una bella chica sentada junto al mar (Над морем красавица дева сидит/Nad moriem krasavitsa deva sidit) para Coro Femenino y Orquesta (1901)